# Cirolana brucei
Cirolana brucei är en kräftdjursart som beskrevs av Javed och Yasmeen 1995. Cirolana brucei ingår i släktet Cirolana och familjen Cirolanidae. Inga underarter finns listade i Catalogue of Life.